# Bleizinngelb
Bleizinngelb, Bleistannat, Kanariengelb oder Canarigelb ist ein körniges zitronen- bis goldgelbes Pigment, das seit dem Mittelalter künstlich hergestellt und verwendet wurde. Bleizinngelb besitzt eine gute Deckkraft und trocknet mit Öl gebunden, aufgrund seines Metallgehaltes, sehr gut.  In der europäischen Tafelmalerei wurde es von ca. 1300 bis 1750 nachgewiesen. Danach wurde es durch Neapelgelb verdrängt.

## Geschichte
Bleizinngelb war in der Renaissance und im Barock ein häufig verwendetes Gelbpigment, es geriet jedoch ab etwa der Mitte des 18. Jahrhunderts aus ungeklärten Gründen in Vergessenheit. Erst 1940/41 wurde es von Richard Jacobi, dem damaligen Leiter der chemisch-physikalischen Abteilung des Doerner-Institutes in München, wiederentdeckt und nach alten Rezepten auch hergestellt.
Bleizinngelb war vom 15.–17. Jahrhundert neben Ocker das wichtigste Gelbpigment in der europäischen Tafelmalerei und wurde in unzähligen Gemälden nachgewiesen. Man findet es oft in Mischungen mit Grün- oder Blaupigmenten. Nachgewiesen wurde es u. a. auf Gemälden von Rembrandt, Jan Vermeer van Delft und vielen anderen. Für die gelbe Jacke im Gemälde „Briefschreiberin in Gelb“ hat Vermeer Bleizinngelb verwendet. Es ist heute, nachdem es mehrere Jahrhunderte nicht hergestellt wurde, wieder im Handel erhältlich.

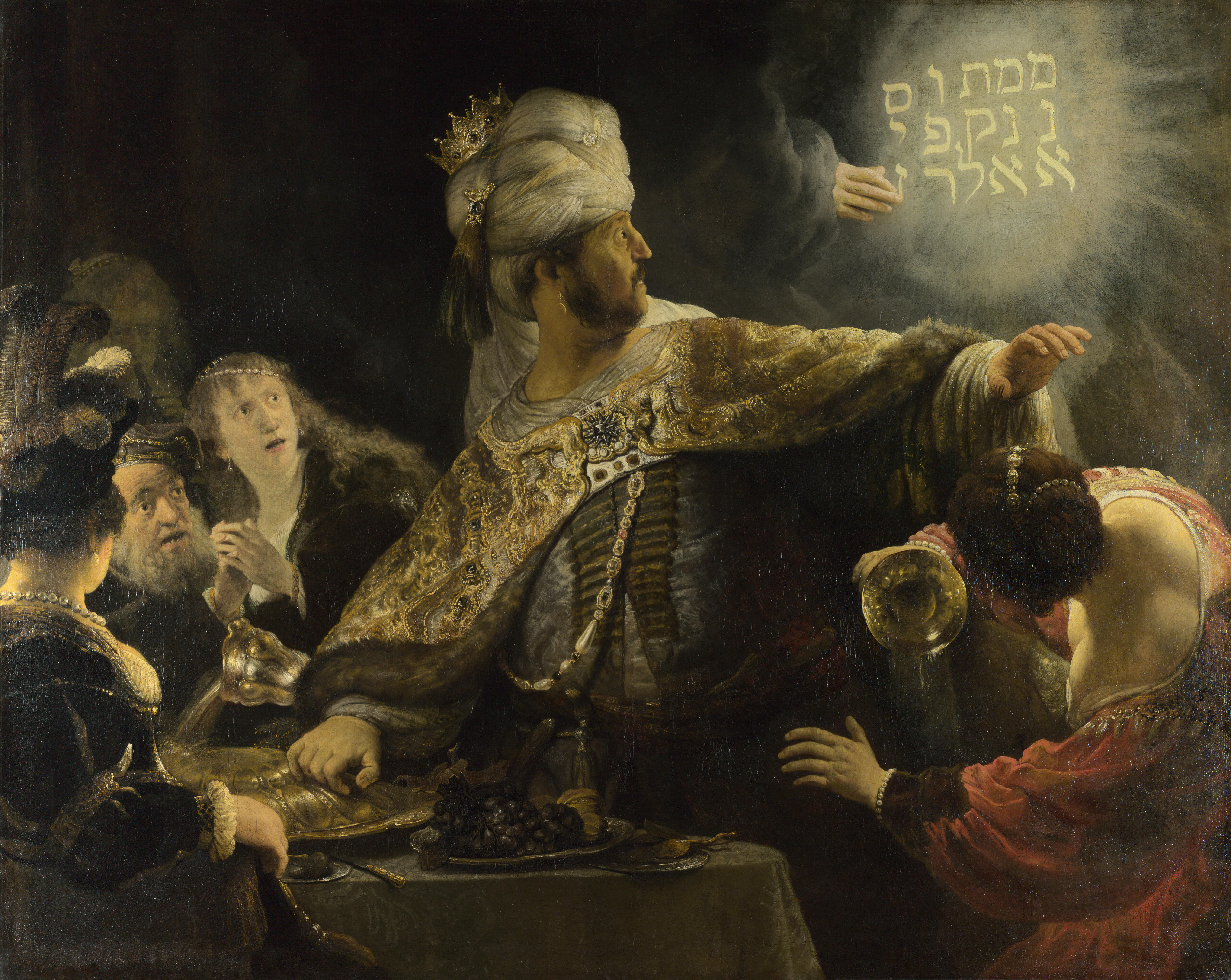
Rembrandt, Das Gastmahl des Belsazar, 1635–38, The National Gallery London.

Der reich verzierte Umhang von König Belsazar und die Inschrift an der Wand im Gemälde „Das Gastmahl von Belsazar“ von Rembrandt sind mit Bleizinngelb gemalt.
Trotzdem wurde bisher mit dem sogenannten »Bologneser Manuskript« (15. Jahrhundert) nur eine Quelle entdeckt, die die Herstellung zweier Pigmente aus Blei und Zinn beschreibt. Sie werden dort als »Giallolino« und »Giallorino« bezeichnet. Während das erste aus »geröstetem Blei« und Zinn hergestellt wurde, setzte man dem zweiten noch Sand hinzu, so dass eine Art gelbes Glas entstand. In der heutigen Literatur werden sie als Bleizinngelb/Bleistannat I und Bleizinngelb/Bleistannat II bezeichnet.
In den übrigen italienischen Quellenschriften von Cennini bis Filippo Baldinucci wird Bleizinngelb (Giallorino) zwar erwähnt, aber nicht genauer beschrieben. In den deutschen Quellen findet man nur die Bezeichnung »Pleygel« (Bleigelb) ohne nähere Erläuterung und in den niederländischen und französischen neben »Ocker« nur das Pigment »Massicot«. Dieses ist wiederum nicht in den italienischen zu finden. Schon im 19. Jahrhundert folgerte daraus die Engländerin Mary P. Merrifield, das mit »Giallorino« und »Massicot« vermutlich das gleiche Pigment bezeichnet wurde. Dies wird durch die Untersuchungsergebnisse von Richard Jacobi und Hermann Kühn bestätigt. Die modernen wissenschaftlichen Methoden erlauben die Unterscheidung der bleihaltigen gelben Pigmente Bleizinngelb, Neapelgelb und Bleigelb direkt in den Gemälden.

## Herstellung, Eigenschaften, Nachweis
Es wird durch Erhitzen eines Gemisches von Mennige und Zinndioxid hergestellt. Die Temperatur liegt während dieses Prozesses bei 650–800 °C. Bleizinngelb ist verglichen mit Bleigelb lichtecht und ebenso gut deckend.
Chemisch handelt sich um ein Bleistannat, das in zwei Typen unterteilt wird:
- Typ I: {\displaystyle Pb_{2}SnO_{4}}
- Typ II: {\displaystyle PbSn_{2}SiO_{7}}